# Anton Maria Maragliano
Anton Maria Maragliano (Santa Margherita Ligure, 18 de septiembre de 1664 - Génova, 7 de marzo de 1739) fue un escultor italiano.

## Biografía
Nacido en Génova, según fuentes en la zona de la iglesia de Santo Stefano, era hijo de un panadero genovés rico. En 1680 entró en el taller de su tío Giovanni Battista, con un contrato normal, donde se aprendía y se especializaba en el arte de la escultura. Fue también discípulo de Pietro Andrea Torre.
Inició su trayectoria compartiendo taller con Giovanni Battista Pedevilla. Ya en 1688 tiene su propio taller, donde se forman, además de su hijo Giovanni Battista, los escultores genoveses Pietro Galleano y Agostino Storace.
Maragliano falleció el 7 de marzo de 1739, presumiblemente en la capital de Liguria, donde será enterrado en la iglesia de Santa Maria della Pace di Génova.
Conocido ante todo por sus tallas en madera, estuvo activo en el siglo XVII y las primeras cuatro décadas del siglo siguiente, sobre todo en Génova, donde tuvo un taller muy popular, junto a la iglesia del Remedio de la Via Giulia.
Renueva en clave barroca y pre-rococó el arte en madera, haciendo una «reforma» ligada a la poesía en una gran decoración contemporánea, llevadas a cabo por Filippo Parodi en mármol y Domenico Piola en la pintura y con un gran compromiso en la aplicación de la inspiración con sabor noble y el gusto popular. Con Piola y otros pintores como Paolo Girolamo o Gregorio de Ferrari colaboró llevando a la escultura los bocetos que estos plasmaban.

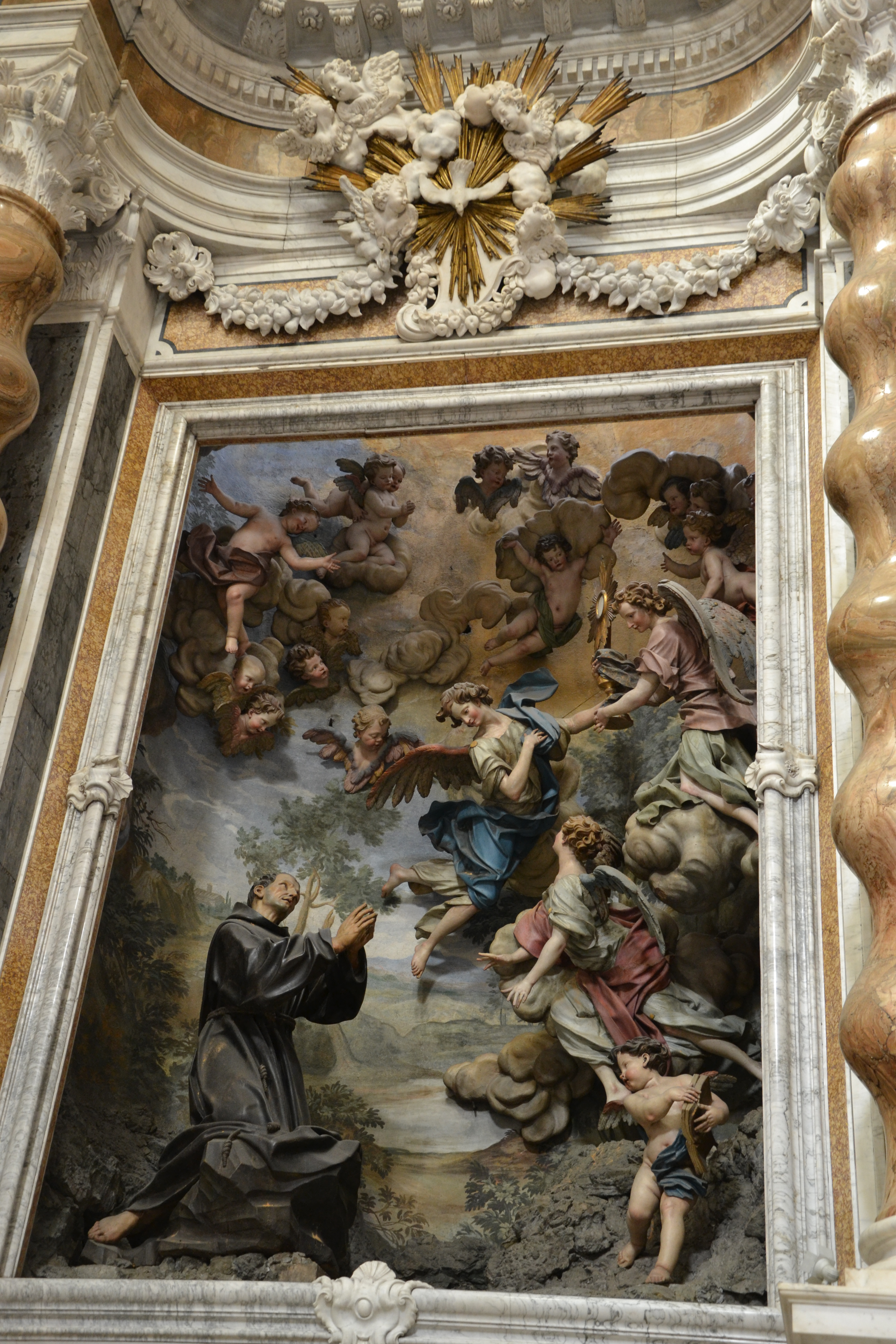
"San Pascual adorando al Santisímo" (1735). Basilica della Santissima Annunziata del Vastato (Génova)

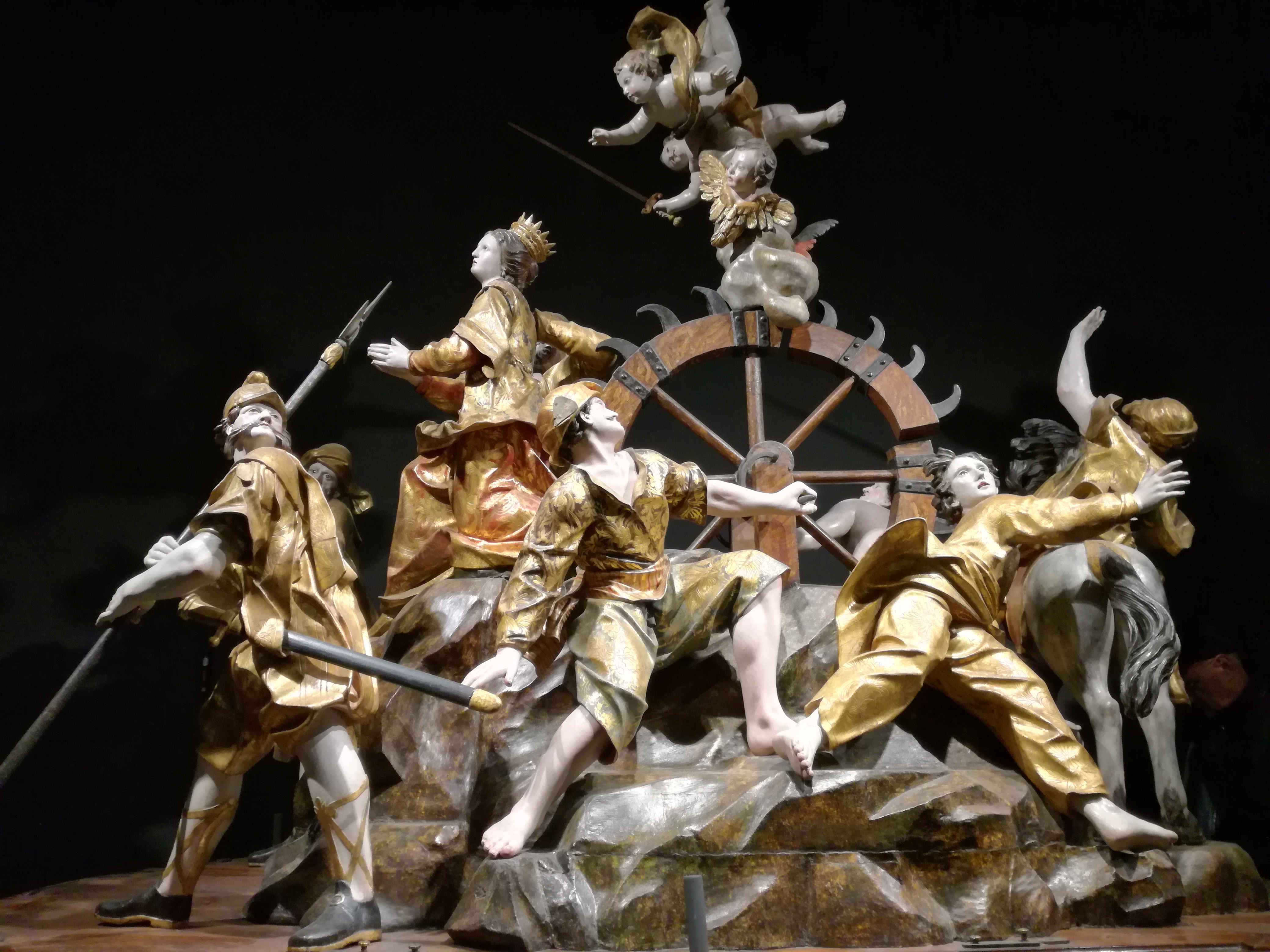
"Martirio de santa Catalina" (1736), iglesia de San Pietro in Vincoli, Sestri Levante (Génova)

Realizó muchos oratorios y altares en iglesias y santuarios. Su taller produjo muchas representaciones sacras típicas, representando vírgenes, santos, escenas bíblicas y las figuras de pesebre, difundidas en las iglesias, oratorios y capillas a lo largo de Liguria (sobre todo en Génova, Rapallo, Chiavari, Celle Ligure, Savona), y también en España.

## Obras
En Liguria:
- Nuestra Señora del Rosario con el Niño entronizados Pietra Ligure Oratorio de la SS. Annunziata
- Bautismo de San Juan el Bautista Parroquia te Oratorio de S. Juan
- Nuestra Señora del Rosario con el Niño Jesús - Bargagli, la iglesia de San Siro Viganego
- Nuestra Señora del Carmen - Iglesia Bargagli, de San Ambrosio en Tras
- San Miguel Arcángel - Celle Ligure, Oratorio di San Michele Arcangelo
- Crucifijo y Dolorosa, Las tentaciones de San Antonio, San Francisco estigmatizado, San Rocco - Chiavari, Santuario de Nuestra Señora del Huerto
- Crucifijo de madera - Chiavari, Iglesia de San Juan Bautista
- El éxtasis de San Francisco - Génova, Iglesia del Padre Santo
- Visión de San Pascual Baylón - Génova, la Santissima Annunziata, en la capilla del transepto izquierdo
- Algunas estatuas de pesebre genovés Madonnetta, expuesto permanentemente en el santuario de Nuestra Señora de la Carbonara en Génova.
- Madonna - Génova, en el complejo de San Francesco Chiappetta.
- Crucifijo de madera (en el altar de la parte inferior de la nave lateral derecha) - Lavagna - Santuario de Nuestra Señora del Puente.
- Paso de procesión de la Santísima Trinidad y crucificado en el altar y la sacristía - Lavagna, oratorio de la Santísima Trinidad.
- Paso de procesión con la estatua de San Antonio Abad y San Pablo el Ermitaño - Mele, Oratorio de San Antonio
- Inmaculada - Moneglia iglesia de Santa Croce
- San Jorge y el dragón - Iglesia de San Giorgio de Moneglia
- Nuestra Señora del Rosario - San Remo, en la Catedral de San Siro

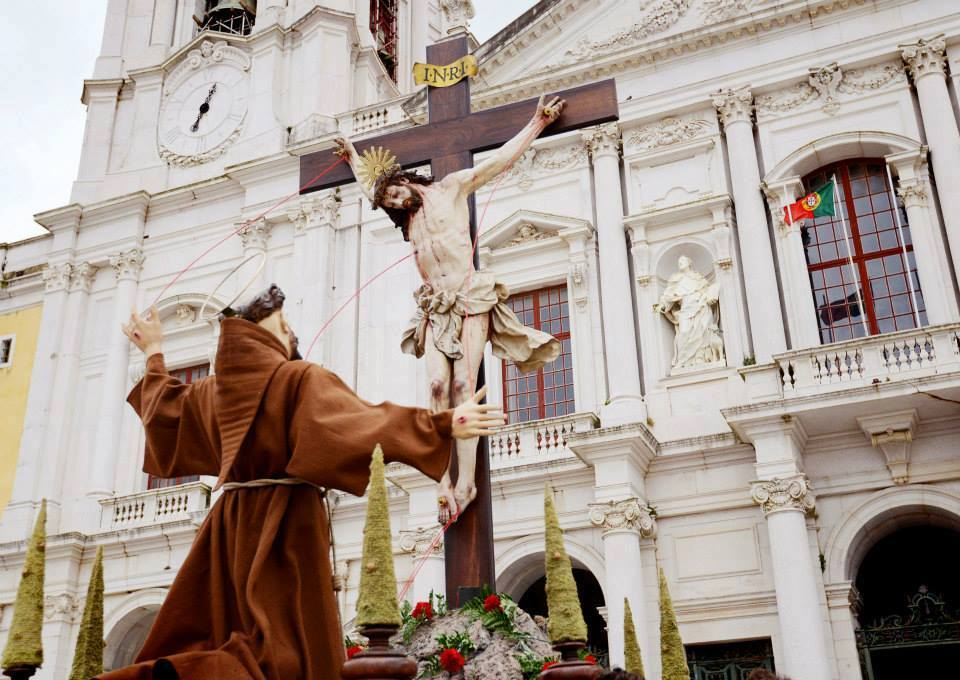
"Estigmatización de san Francisco" en la basílica del Palacio Nacional de Mafra (Portugal)

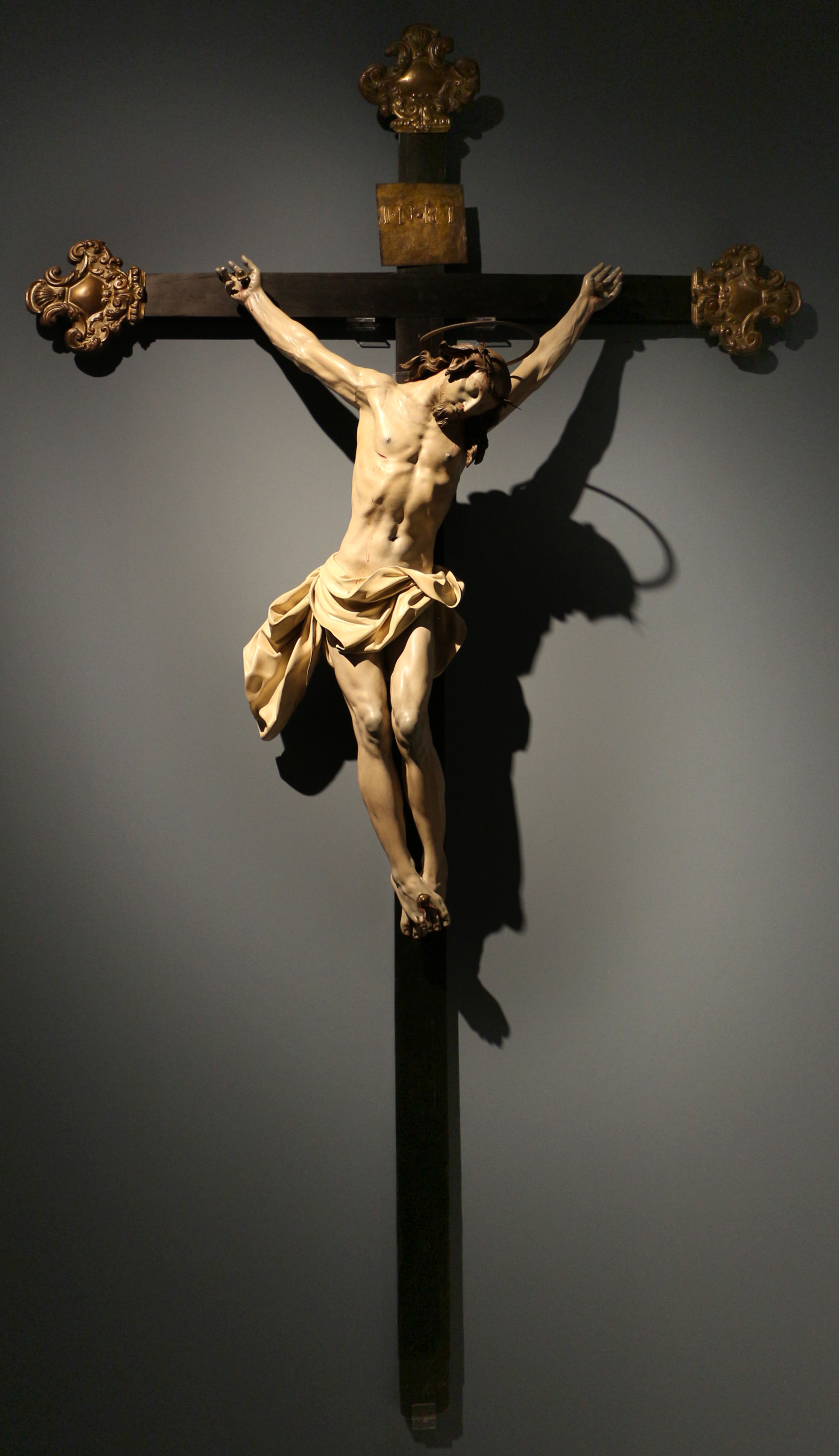
Crucifixión (1723), santuario de Nuestra Señora de la Costa. San Remo.

- "Estigmatización de san Francisco" en la basílica del Palacio Nacional de Mafra (Portugal)Crucifixión (1723), santuario de Nuestra Señora de la Costa. San Remo.Ángel de la Guarda (1713-1714), San Juan Nepomuceno (siglo XVIII) - Santa Margherita Ligure, en la iglesia de Santa Margarita de Antioquía (Capilla de la Trinidad) y (Capilla del Rosario)
- Erasmo (siglo XVIII) - Santa Margherita Ligure, Oratorio de San Erasmo.javascript:enlace_interno()
- Nuestra Señora de Gracia - Vobbia, Iglesia de Nuestra Señora de Gracia.
- Nuestra Señora del Rosario con el Niño Jesús y el Cristo Muerto - Zoagli, iglesia de San Martín
- Estatua de madera de San Nicolás de Bari, 1708, en el Oratorio de Santa María la Mayor Albisola Superiore

En España:
- Virgen del Carmen "Porta Coeli". Parroquia del Carmen. Cádiz.[1]
- Virgen de la Cinta del Convento de Agustinos de Tenerife.
- San Rafael Arcángel. Iglesia de San Juan de Dios. Cádiz.[1]
- Cristo de la Veracruz. Iglesia de San Francisco. Cádiz.
- San Francisco y San Jerónimo. Capilla del Pilar. Iglesia de San Lorenzo. Cádiz.[2]
- San Francisco de Asís y San Antonio de Padua. Cartagena.[1]
- Cristo crucificado. Iglesia Prioral. El Puerto de Santa María.[1]
- Cristo de la Buena Muerte. Hermandad de Jesús Nazareno. Capilla de San Juan de Letrán. Jerez de la Frontera.[1]
- Calvario de tamaño académico. Convento de las Hermanas de la Cruz. La Palma del Condado.[1]
- Nuestra Señora de la Asunción. Puente Genil.
- Virgen del Rosario. Iglesia Mayor. San Fernando.[1]
- Cristo de la Salud, San Miguel y San Juan Nepomuceno. Parroquia del Carmen. San Fernando.[1]
- Cristo de la Vera Cruz. Hermandad de la Vera Cruz. Parroquia del Santo Cristo. San Fernando.[1]

En otros países:
- Virgen de la Misericordia - Principado de Mónaco
- Crucifixión de la Real y Venerable Hermandad del Santísimo Sacramento de Mafra - Mafra[3]